# 塔谷公園
塔谷公園是韓國首都首爾鐘路區的一個公園，位於鍾路2街38-1。面積19,599平方公尺。

## 歷史
原為圓覺寺，建於朝鮮世祖年間，燕山君時代改為「掌樂院」，此後漸廢。1897年改為公園，1920年向公眾開放。1919年3月1日，三一運動在這裡爆發。1991年10月25日被指定為大韓民國史蹟第354號。

## 主要景觀

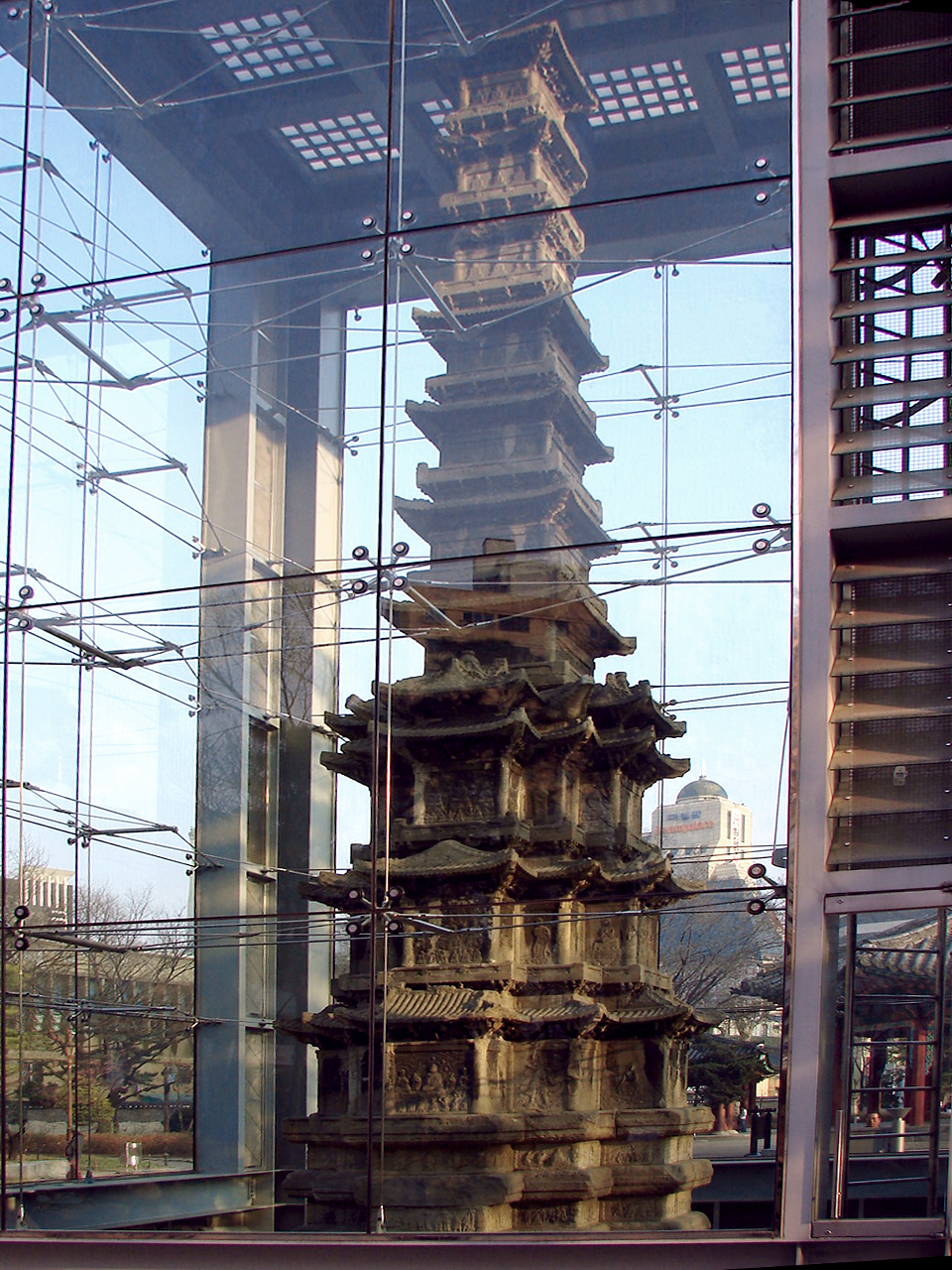
圓覺寺寺址十層石塔

- 圓覺寺寺址十層石塔（韓國第二號國寶）
- 孫秉熙像
- 圓覺寺碑
- 八角亭（市第73號有形文化遺產）[2]